# Guiziga du Sud
Pour les articles homonymes, voir Guiziga.
Le guiziga du Sud (ou gisiga, gisika, guiziga) est une langue tchadique biu-mandara parlée dans l'Extrême-Nord du Cameroun, dans le département du Diamaré, l'arrondissement de Kaélé, les plaines du Diamaré, au sud-ouest de Maroua.
En 1991, le nombre de locuteurs était estimé à 60 000.